# باراكورو
باراكورو هي بلدية في البرازيل، تتبع سيارا، بلغ عدد سكانها 31٬636  نسمة، في 2010، تبلغ مساحتها 303٫253 كيلومتر مربع.